# Choetynklooster
Het Transfiguratieklooster van Varlaam-Choetyn (Russisch: Варлаамо-Хутынский Спасо-Преображенский монастырь) is een Russisch-orthodox klooster in de Russische nederzetting Choetyn. Het klooster ligt ongeveer 10 kilometer ten noordoosten van Veliki Novgorod en was in de middeleeuwen een van de meest aanzienlijke kloosters van de Republiek Novgorod. Het klooster werd steeds rijker en in het midden van de 18e eeuw bezat het meer dan 5.500 lijfeigenen.

## Geschiedenis
Mogelijk betekent de naam Choetyn "slechte plaats", volgens een legende was het gebied in de macht van boze geesten. Naar deze moerassige plek trok in de 12e eeuw de monnik Varlaam van Choetyn (zijn wereldse naam was Oleksa Michailovitsj), de zoon van een Bojaar uit Novgorod, om er een klooster te stichten. Hij bouwde er eerst een houten, later een stenen Transfiguratiekerk die in 1192 werd ingewijd door de aartsbisschop, in het jaar dat Varlaam stierf. In 1471 bezocht Ivan III het klooster om de relieken van de heilige Varlaam te zien. Toen volgens de legende Ivan het graf liet openen bleek de tombe vol rook en vuur. Ivan schrok hevig en bang voor de goddelijke toorn verliet hij in paniek het klooster en Novgorod, daarbij liet hij zijn staf vallen. Deze staf zou de komende eeuwen worden tentoongesteld in de sacristie van de kerk. De zoon van Ivan, Vasili III, gaf opdracht tot de bouw van een nieuwe Transfiguratiekathedraal die in 1516 werd voltooid. Ivan de Verschrikkelijk liet in 1552 vervolgens de Varlaamkerk met refectorium bouwen. De neoclassicistische klokkentoren dateert uit de periode van Catharina de Grote.

## Sovjetperiode
Het monastieke leven werd in de jaren '20 afgeschaft en op de eigendommen werd beslag gelegd. In het begin van de jaren 30 kregen de Varlaankerk en de Transfiguratiekathedraal een museale functie en de rest van de gebouwen deed dienst als psychiatrisch ziekenhuis. Tijdens de Tweede Wereldoorlog werden alle kloostergebouwen zeer zwaar getroffen door het oorlogsgeweld. Hierbij werd ook het graf van een van Ruslands grootste dichters Gavrila Derzjavin beschadigd. De dichter kreeg samen met zijn vrouw een herbegrafenis in het kremlin van Novgorod.

## Heropening
In 1991 werden gebouwen van het klooster teruggegeven aan het bisdom Novgorod. Het stoffelijk overschot van Gavrila Derzjavin werd in 1993 teruggebracht naar het klooster om er opnieuw te worden begraven. Op 20 april 1994 werd er een vrouwenklooster in de gebouwen gevestigd. Tegen het einde van 1998 was de restauratie van de Transfiguratiekathedraal voltooid. In de kathedraal werd een nieuwe zilveren schrijn voor de heilige Varlaam geplaatst. Herbouw en restauratie van de overige gebouwen vond plaats tot 2003.

## Kerken
- Transfiguratiekathedraal (1516)
- De kerk van Varlaam (1552)
- Allerheiligenkerk (1781, niet behouden)

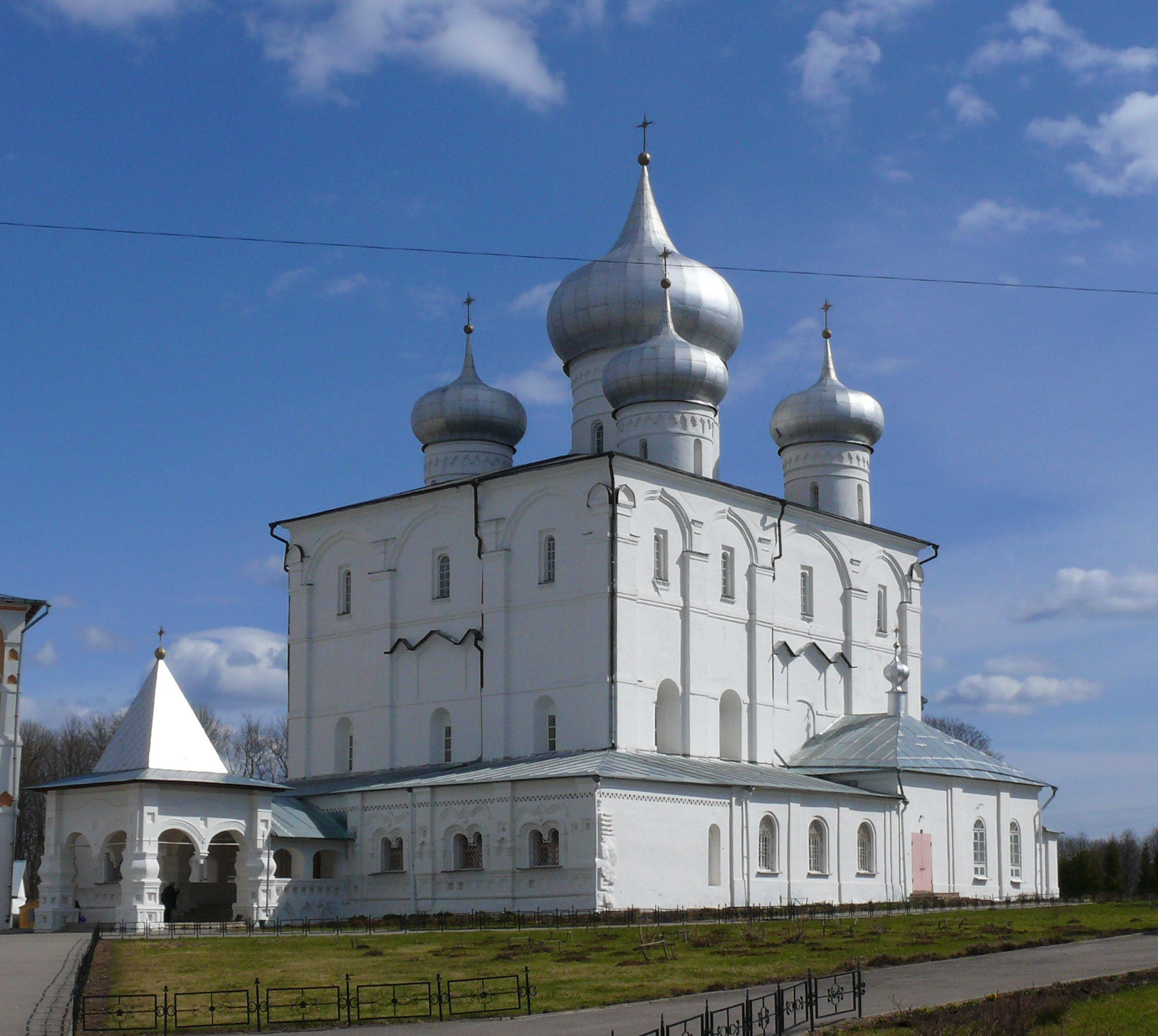
Kathedraal van de Transfiguratie van de Verlosser
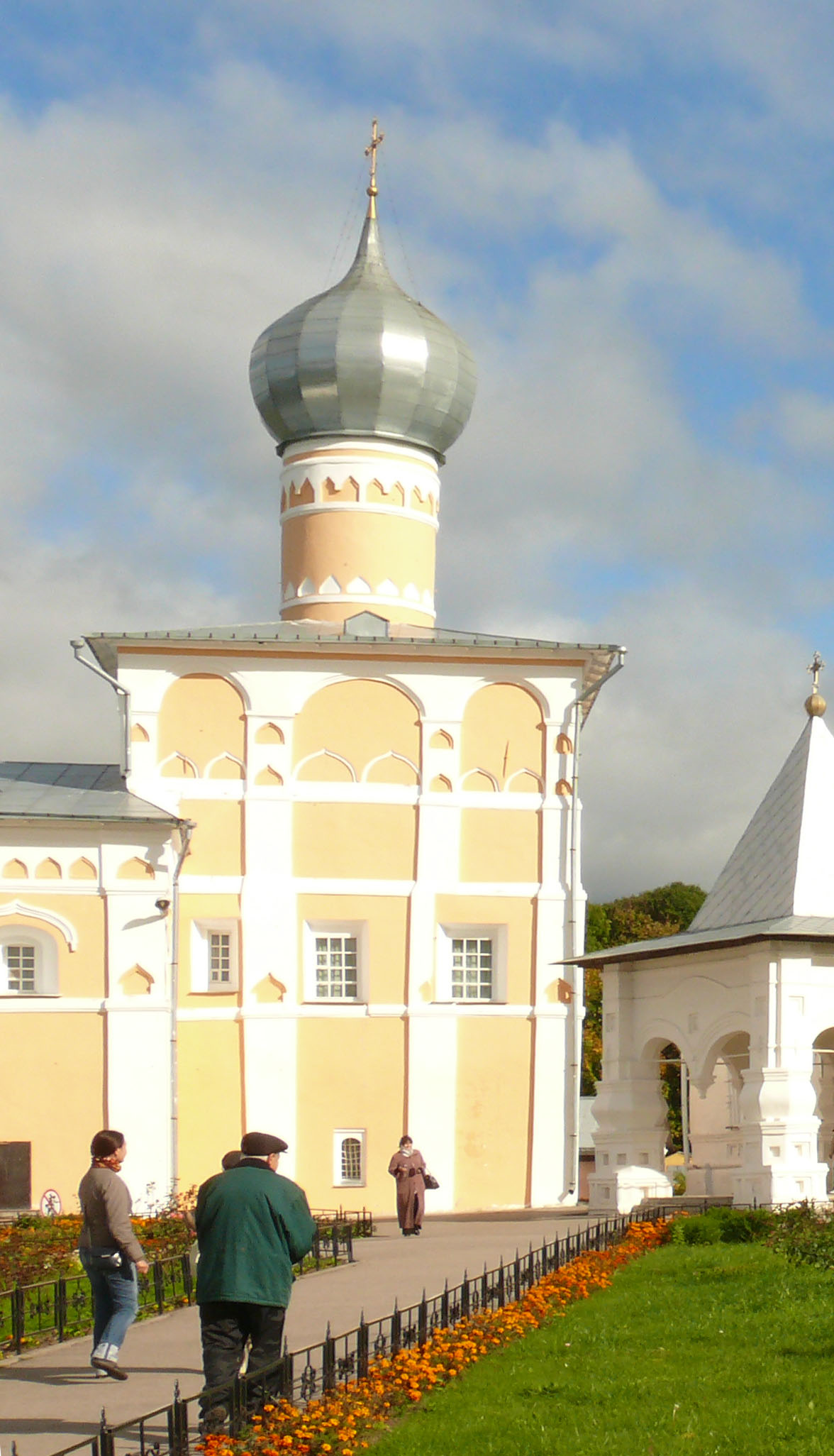
Kerk van de Heilige Varlaam
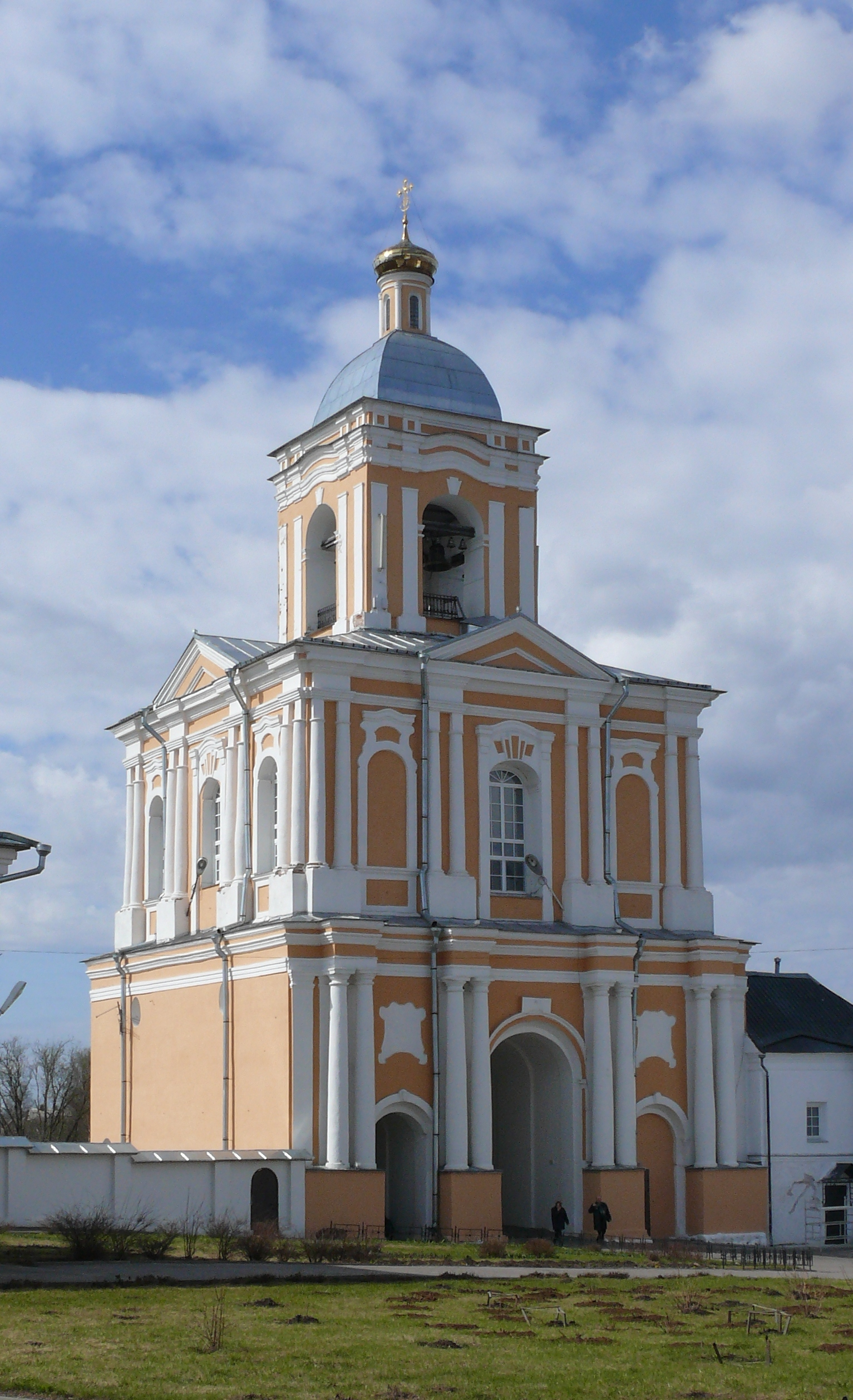
Klokkentoren
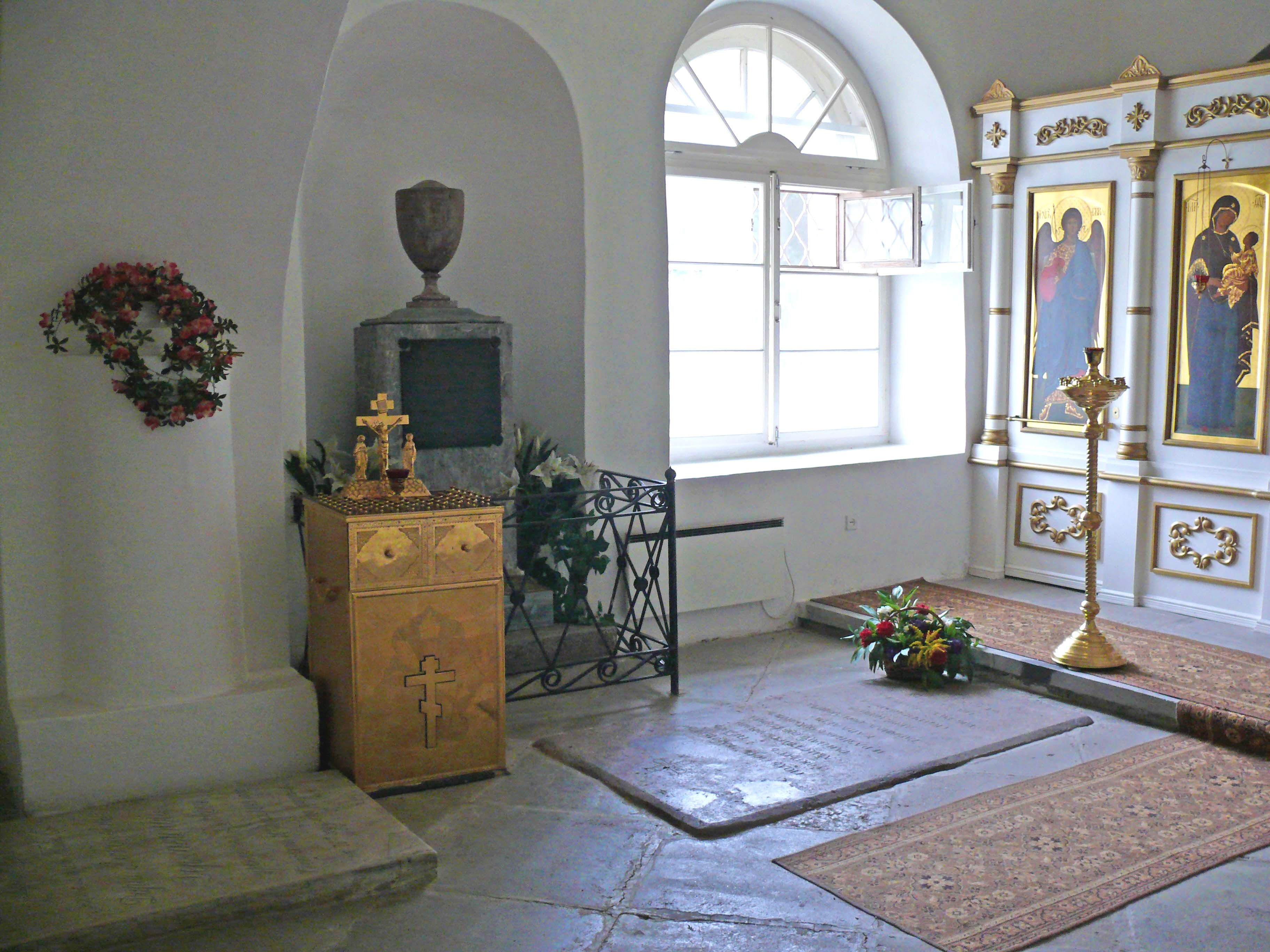
Graf van Gavrila Derzjavin